# Liste des monuments nationaux du district de Portalegre
Cet article recense les monuments nationaux du district de Portalegre, au Portugal.

## Liste
| Site                                                        | Municipalité    | Identifiant | Coordonnées                        | Image |
| ----------------------------------------------------------- | --------------- | ----------- | ---------------------------------- | ----- |
| Pont de Vila Formosa                                        | Alter do Chão   | 70180       | 39° 12′ 58″ nord, 7° 47′ 06″ ouest |       |
| Château d'Alter do Chão                                     | Alter do Chão   | 70689       | 39° 11′ 56″ nord, 7° 39′ 31″ ouest |       |
| Lapa dos Gaivões                                            | Arronches       | 70466       | 39° 08′ 58″ nord, 7° 10′ 15″ ouest |       |
| Église paroissiale d'Arronches                              | Arronches       | 71111       | 39° 07′ 19″ nord, 7° 17′ 06″ ouest |       |
| Lápide da Igreja de Benavila                                | Aviz            | 70179       | 39° 07′ 03″ nord, 7° 52′ 06″ ouest |       |
| Antas de Monte da Ordem                                     | Aviz            | 70428       | 38° 56′ 41″ nord, 8° 00′ 55″ ouest |       |
| Château d'Aviz                                              | Aviz            | 71163       | 39° 03′ 25″ nord, 7° 53′ 28″ ouest |       |
| Château de Campo Maior                                      | Campo Maior     | 71110       | 39° 00′ 40″ nord, 7° 04′ 19″ ouest |       |
| Château d'Ouguela                                           | Campo Maior     | 74384       | 39° 04′ 44″ nord, 7° 04′ 23″ ouest |       |
| Pelourinho de Campo Maior                                   | Campo Maior     | 71212       | 39° 00′ 46″ nord, 7° 04′ 04″ ouest |       |
| Anta da Várzea dos Mourões (de)                             | Castelo de Vide | 69821       | 39° 29′ 13″ nord, 7° 28′ 07″ ouest |       |
| Anta de Melriça (de)                                        | Castelo de Vide | 69822       | 39° 26′ 02″ nord, 7° 30′ 09″ ouest |       |
| Anta dos Coureleiros II                                     | Castelo de Vide | 69823       | 39° 26′ 39″ nord, 7° 28′ 13″ ouest |       |
| Anta da Casa dos Galhardos (de)                             | Castelo de Vide | 70165       | 39° 27′ 27″ nord, 7° 26′ 19″ ouest |       |
| Menhir de Meada                                             | Castelo de Vide | 70245       | 39° 29′ 46″ nord, 7° 26′ 45″ ouest |       |
| Anta das Tapadas de Pedro Álvaro (de)                       | Castelo de Vide | 70246       | 39° 26′ 42″ nord, 7° 28′ 19″ ouest |       |
| Anta dos Pombais (de)                                       | Castelo de Vide | 70247       | 39° 26′ 06″ nord, 7° 27′ 42″ ouest |       |
| Antas da Coutada de Alcogulo (de)                           | Castelo de Vide | 70259       | 39° 24′ 41″ nord, 7° 29′ 57″ ouest |       |
| Anta de Fonte de Mouratão (de)                              | Castelo de Vide | 70260       | 39° 24′ 44″ nord, 7° 34′ 16″ ouest |       |
| Anta da Nave do Grou (de)                                   | Castelo de Vide | 70261       | 39° 23′ 47″ nord, 7° 30′ 22″ ouest |       |
| Château de Castello de Vide                                 | Castelo de Vide | 70446       | 39° 25′ 03″ nord, 7° 27′ 28″ ouest |       |
| Monastère de Flor da Rosa (pt)                              | Crato           | 69839       | 39° 18′ 24″ nord, 7° 38′ 24″ ouest |       |
| Anta de Aldeia da Mata                                      | Crato           | 70454       | 39° 18′ 04″ nord, 7° 42′ 39″ ouest |       |
| Anta do Crato                                               | Crato           | 70742       | 39° 16′ 04″ nord, 7° 37′ 32″ ouest |       |
| Aqueduc d'Amoreira                                          | Elvas           | 70195       | 38° 52′ 41″ nord, 7° 10′ 21″ ouest |       |
| Fort de Nossa Senhora da Graça                              | Elvas           | 70196       | 38° 53′ 41″ nord, 7° 09′ 51″ ouest |       |
| Fort de Santa Luzia                                         | Elvas           | 70353       | 38° 53′ 40″ nord, 7° 09′ 51″ ouest |       |
| Église Nossa Senhora da Consolação d'Elvas                  | Elvas           | 70214       | 38° 52′ 54″ nord, 7° 09′ 51″ ouest |       |
| Église São Pedro d'Elvas (pt)                               | Elvas           | 70258       | 38° 52′ 56″ nord, 7° 09′ 39″ ouest |       |
| Place-forte d'Elvas (pt)                                    | Elvas           | 70353       | 38° 52′ 50″ nord, 7° 09′ 48″ ouest |       |
| Padrão de Elvas                                             | Elvas           | 70354       | 38° 53′ 27″ nord, 7° 10′ 37″ ouest |       |
| Anta de Dom Miguel I                                        | Elvas           | 70435       | 38° 59′ 18″ nord, 7° 19′ 54″ ouest |       |
| Anta do Olival de Monte Velho                               | Elvas           | 70436       | 38° 59′ 12″ nord, 7° 18′ 01″ ouest |       |
| Château d'Elvas                                             | Elvas           | 70566       | 38° 53′ 01″ nord, 7° 09′ 46″ ouest |       |
| Église São Domingos d'Elvas (pt)                            | Elvas           | 70639       | 38° 52′ 45″ nord, 7° 09′ 36″ ouest |       |
| Anta da Coutada de Barbacena                                | Elvas           | 71130       | 38° 58′ 23″ nord, 7° 20′ 00″ ouest |       |
| Anta da Torna do Paço Pereira                               | Elvas           | 71158       | 38° 59′ 24″ nord, 7° 18′ 04″ ouest |       |
| Anta do Alto de Miraflores                                  | Elvas           | 71159       | 38° 58′ 49″ nord, 7° 18′ 39″ ouest |       |
| Anta do Porto de Cima de D. Miguel                          | Elvas           | 71160       | 38° 58′ 56″ nord, 7° 17′ 59″ ouest |       |
| Anta da Cabeça Gorda                                        | Elvas           | 71161       | 38° 58′ 43″ nord, 7° 18′ 58″ ouest |       |
| Anta do Torrão                                              | Elvas           | 71162       | 38° 58′ 29″ nord, 7° 16′ 23″ ouest |       |
| Église Nossa Senhora da Assunção d'Elvas (pt)               | Elvas           | 71194       | 38° 52′ 52″ nord, 7° 09′ 50″ ouest |       |
| Ville frontalière de garnison d'Elvas et ses fortifications | Elvas           | 72604       | 38° 52′ 50″ nord, 7° 09′ 48″ ouest |       |
| Site de la bataille d'Elvas                                 | Elvas           | 11732248    | 38° 53′ 27″ nord, 7° 10′ 35″ ouest |       |
| Cruzeiro de Cabeço de Vide                                  | Fronteira       | 71156       | 39° 07′ 58″ nord, 7° 35′ 33″ ouest |       |
| Pelourinho de Cabeço de Vide                                | Fronteira       | 71157       | 39° 07′ 36″ nord, 7° 35′ 56″ ouest |       |
| Château de Belver                                           | Gavião          | 70546       | 39° 29′ 38″ nord, 7° 57′ 39″ ouest |       |
| Ammaia                                                      | Marvão          | 69711       | 39° 22′ 09″ nord, 7° 23′ 11″ ouest |       |
| Château de Marvão                                           | Marvão          | 70363       | 39° 23′ 47″ nord, 7° 22′ 47″ ouest |       |
| Cruzeiro da Estrela                                         | Marvão          | 70364       | 39° 23′ 12″ nord, 7° 22′ 43″ ouest |       |
| Caleiras de Escusa                                          | Marvão          | 155764      | 39° 23′ 15″ nord, 7° 24′ 01″ ouest |       |
| Villa lusitano-romaine de Torre de Palma                    | Monforte        | 70272       | 39° 03′ 44″ nord, 7° 29′ 18″ ouest |       |
| Château de Nisa                                             | Nisa            | 70113       | 39° 31′ 03″ nord, 7° 38′ 59″ ouest |       |
| Porte de Montalvão                                          | Nisa            | 70113       | 39° 31′ 02″ nord, 7° 38′ 56″ ouest |       |
| Château d'Amieira                                           | Nisa            | 70244       | 39° 30′ 29″ nord, 7° 48′ 58″ ouest |       |
| Anta de São Gens                                            | Nisa            | 70586       | 39° 30′ 57″ nord, 7° 39′ 02″ ouest |       |
| Janelas da Casa da Rua de Azevedo Coutinho                  | Portalegre      | 70581       | 39° 17′ 27″ nord, 7° 25′ 55″ ouest |       |
| Lápide do Município                                         | Portalegre      | 70705       | 39° 17′ 28″ nord, 7° 25′ 58″ ouest |       |
| Château de Portalegre                                       | Portalegre      | 70706       | 39° 17′ 28″ nord, 7° 25′ 51″ ouest |       |
| Cathédrale de Portalegre                                    | Portalegre      | 70707       | 39° 17′ 28″ nord, 7° 26′ 02″ ouest |       |
| Couvent Santa Clara (Portalegre) (pt)                       | Portalegre      | 70708       | 39° 17′ 24″ nord, 7° 25′ 55″ ouest |       |
| Château d'Alegrete                                          | Portalegre      | 71109       | 39° 14′ 14″ nord, 7° 19′ 27″ ouest |       |
| Cloître du monastère de São Bernardo                        | Portalegre      | 71141       | 39° 17′ 32″ nord, 7° 25′ 51″ ouest |       |
| Cruzeiro de São Bernardo                                    | Portalegre      | 71142       | 39° 17′ 29″ nord, 7° 26′ 01″ ouest |       |
| Abbaye de Portalegre                                        | Portalegre      | 71143       | 39° 17′ 47″ nord, 7° 25′ 36″ ouest |       |